# 伊田助男
伊田 助男（いだ すけお、生年不詳 - 1933年）は、日本軍兵士、日本共産党員。

## 生涯
1933年3月30日、中国共産党の抗日救国遊撃軍は、満州東部での日本軍との戦闘の際、歩兵銃と弾薬を満載しエンジンの故障した日本軍の自動車を発見した。近くに日本兵の遺体があり、すぐ近くの石の下で日本語の書かれたノートの切れ端が見つかった。その紙の文章は「親愛なる遊撃隊の同志のみなさん」で始まり、「あなた方が愛国主義者・国際主義者の共産党の遊撃隊であることを山あいにまかれた宣伝物で知った。あなた方に会っていっしょに共同の敵を打倒したいが、自分はファシストたちに取り囲まれていて行けない。そこで自らの命を絶ち、運んできた10万発の弾薬をあなた方の軍隊に贈ることにした。日本のファシストを狙い撃ちしてほしい。自分は死んでも革命の精神は生き続ける。神聖な共産主義の事業の一日も早い成功を祈る」といった内容が綴られて、「関東軍間島日本輜重隊 日本共産党員 伊田助男 1933年3月30日」で結ばれていた。
3日後、抗日救国遊撃軍の隊員たちとその本拠地馬家大屯の住民たちは、伊田助男の墓前で追悼会をおこなった。馬家屯小学校は伊田小学校に改称され、彼を永遠に記念することにした。1935年夏のコミンテルン第7回大会における中国代表王明の報告の中で、この逸話が引用された。
伊田の所属した部隊は、「伊田助男事件」により憲兵隊の捜索を受け、延吉に移されたのち解散させられた。
地元吉林省延辺朝鮮族自治州汪清県の小学校は1993年再び伊田小学校と改称され、1994年「伊田小学遺址」と刻まれた記念碑が建てられた。

## 関連文献
- 新人物往来社『星火燎原』第4巻、1972年